# Osiedle ks. Jerzego Popiełuszki (Poznań)
Osiedle ks. Jerzego Popiełuszki (dawniej Osiedle im. Karola Świerczewskiego i Osiedle Grunwald) – osiedle mieszkaniowe w Poznaniu i jednocześnie obszar Systemu Informacji Miejskiej położony na osiedlu samorządowym Grunwald Północ na Grunwaldzie. Było to pierwsze wielkie osiedle w Poznaniu.

## Granice
Wedle Systemu Informacji Miejskiej jednostka obszarowa Osiedle ks. Jerzego Popiełuszki mieści się w granicach:
- od wschodu: ulicą Grochowską,
- od południa: ulicą Marcelińską,
- od zachodu: ulicą Bułgarską,
- od północy: ulicą Bukowską[3].

## Charakterystyka i obiekty

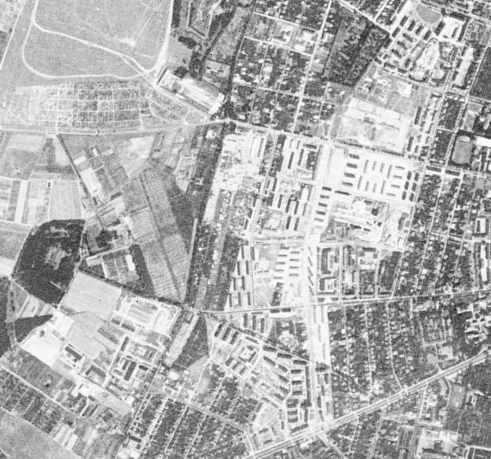
Zdjęcie satelitarne bloków budowanych na Grunwaldzie (1965)

Jest osiedlem bloków wielorodzinnych zbudowanych w latach 1958-1970, pomiędzy ul. Bukowską (na północy), ul. Grochowską (na wschodzie), ul. Marcelińską (na południu) i ul. Bułgarską (na zachodzie), według projektu Mirosławy Dworzańskiej, Bogdana Celichowskiego, Włodzimierza Wojciechowskiego, Zdzisława Podoskiego i Wojciecha Kasprzyckiego na 1700 mieszkań. Potocznie za Osiedle to uważa się wszystkie bloki w tym rejonie, łącznie z tymi na wschód od ul. Grochowskiej.
Osiedle, jako jednostka pomocnicza samorządu terytorialnego, powstało 28 września 1993. Ma powierzchnię 1,2 km², a zamieszkuje na nim około 12000 mieszkańców. Zabudowę stanowią przede wszystkim kilkupiętrowe bloki z lat 60. XX wieku, uzupełnione funkcją handlową i usługową. Oprócz tego na tym terenie znajduje się Kościół św. Jerzego. Od strony ul. Grochowskiej do 2009 stał także oryginalny pomnik Karola Świerczewskiego w formie kilkunastometrowego bagnetu, wbitego w ziemię (towarzyszyły mu także mniejsze bryły w sąsiedztwie). Zburzono go w atmosferze kontrowersji – protestował m.in. Obywatelski Ruch Walter. Pomnik powstał w 1975 i był dziełem Ryszarda Skupina i Anny Krzymańskiej.
Dominantę zespołu stanowi budynek dwunastokondygnacyjny przy ulicy Grochowskiej 49a (obecnie rejon Kasztelanowa) wykonany z tzw. cegły żerańskiej (ściennych elementów betonowych o wysokości jednej kondygnacji) na szkielecie żelbetowym. W pierwszych dwóch budynkach niskich (dawne os. Grunwald) zastosowano eksperymentalną warstwę ocieplającą z betonu komórkowego i supremy (płyt cementowo-wiórowych).
W rejonie osiedla, przed jego budową, znajdowały się ogrody działkowe o nazwie Przyroda, a zamieszkałe w części przez osoby, które ówczesna władza określała mianem marginesu społecznego. Oczyszczanie terenów, wyburzanie slumsów i wysiedlenie ludności odbyło się w atmosferze protestu, przy użyciu siły i z pomocą oddziałów milicyjnych. Początkowo planowano wznieść wszystkie budynki w technologii cegły żerańskiej, jednak ostatecznie zdecydowano się na wielką płytę, co było decyzją polityczną, inspirowaną przez prof. Bohdana Lewickiego, propagatora rozwiązań radzieckich w polskim budownictwie mieszkaniowym.

## Oświata
Na osiedlu działają dwie szkoły podstawowe: szkoła podstawowa nr 88 im. Poznańskich Koziołków na ulicy Swoboda 53 i szkoła podstawowa nr 91 im. J. Wybickiego przy ulicy Promyk 4.

## Komunikacja
Dojazd na osiedle zapewniają autobusy linii 145, 148, 150, 159, 163, 169, 177, 182, 191, 729 i linie nocne 240 i 242.

## Zobacz też

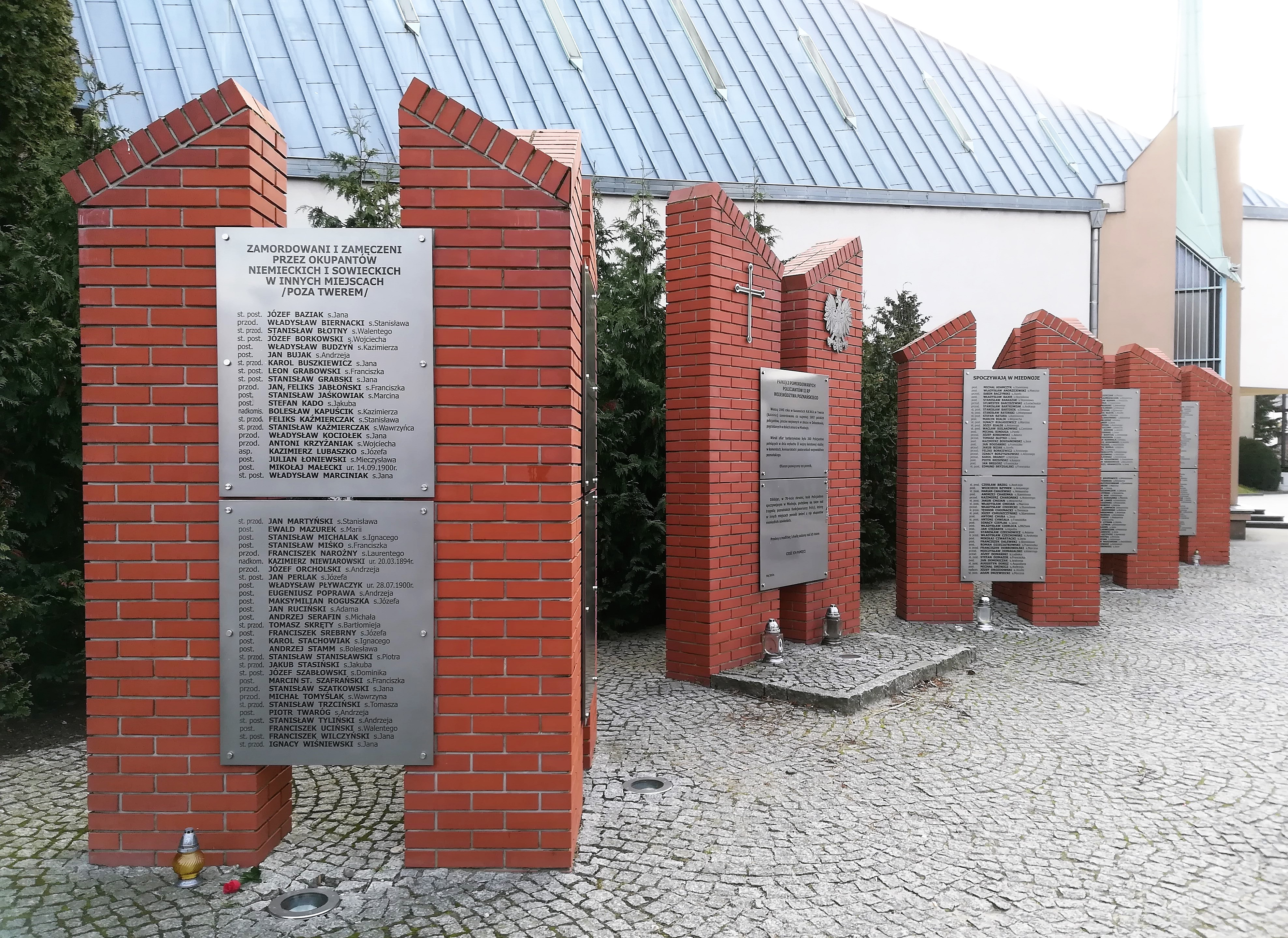
Pomnik Pomordowanych Policjantów II RP Województwa Poznańskiego znajdujący się przy kościele pw. świętego Jerzego (2019)